# My Hero (jeu vidéo)
Pour les articles homonymes, voir My Hero.
My Hero (nommé 青春スキャンダル, Seishun Scandal, au Japon) est un jeu vidéo de beat them all sorti sur arcade (Sega System 1) et Master System en 1985.

## Système de jeu
Le jeu impose par le scénario le plus classique des jeux vidéo (l'enlèvement de la petite amie du héros par des méchants clairement identifiés comme tels) au joueur de progresser dans des niveaux se déroulant sur un seul plan (il n'est pas possible de se déplacer sur la profondeur de l'écran comme dans les classiques Double Dragon, Final Fight ou Streets of Rage, qui sortiront ensuite) et d'affronter de nombreux ennemis.
Le personnage dirigé par le joueur peut effectuer deux attaques : un coup de poing, ou un coup de pied sauté.
L'action est assez rapide et trépidante et oblige le joueur à bien connaître les niveaux et timing et les quelques subtilités du jeu pour survivre et ne pas se laisser submerger par les ennemis en surnombre ; le fait que le héros tue un ennemi à chaque coup porté, et qu'il succombe s'il touche un ennemi rappelle Kung-Fu Master et sa grande difficulté. Le jeu est extrêmement difficile, il est possible de perdre la partie en quelques secondes.
Il est possible de donner un coup de poing ou de pied (ou un coup sauté) sur une bouteille ou une arme lancée au joueur pour l'envoyer et tuer tous les ennemis se tenant sur la trajectoire. À la fin de chaque niveau il faut battre un boss (doté d'une longue barre de vie) pour espérer délivrer la petite amie du héros, mais cela est sans cesse repoussé.
Note : C'est un jeu de type arcade, ne possédant pas de fin. Les niveaux reviennent en boucle, ainsi que l'ennemi final.

## À noter
- Le jeu est sorti au Brésil sous le nom « Gang's Fighter ».
- Dans sa conversion de l'arcade sur Master System, le jeu est d'abord sorti en format carte, puis en cartouche classique.
- Le titre du jeu est fondé sur une expression-stéréotype dite par une demoiselle en détresse pleine de gratitude et d'admiration lorsqu'elle est libérée par le héros : « Mon héros ! »